# Jean-Baptiste Senderens
Pour les articles homonymes, voir Senderens.
 (septembre 2018).
 (juin 2023).
Jean Baptiste Senderens est un chimiste et prêtre français né le 28 janvier 1856 à Barbachen (Hautes-Pyrénées), dans le canton de Rabastens-de-Bigorre et mort le  26 septembre 1937 dans cette même ville.
Docteur en sciences, il est le collaborateur de Paul Sabatier, lors de ses études déterminantes sur la catalyse. Il est également docteur en philosophie, professeur à l'Institut catholique de Toulouse et directeur de l'École supérieure des sciences auprès de cet institut. Il écrit deux ouvrages sur l'apologie chrétienne. Il participe activement au dialogue science-foi (fides et ratio).

## Enfance et jeunesse
Lors de sa scolarité au collège des Missionnaires de l'Immaculée Conception à Garaison, il se passionne pour l'étude des sciences à partir de la classe de 4e. Le Père Lahaille, professeur de mathématiques, discerne ses qualités scientifiques, il entre alors dans la communauté des Pères. Issu d'une famille modeste, il doit interrompre ses études pour regagner la maison familiale et aider à l'éducation de ses frères et sœurs. Plus tard, les Pères l'envoient à Sabart, près de Tarascon-sur-Ariège enseigner les sciences dans l'école de la congrégation qu'ils dirigent.

## Débuts de chimiste et de philosophe
Pour compléter sa formation scientifique, il se rend à Toulouse où il est remarqué par Édouard Filhol, professeur à la faculté d'État. Ils font paraître leur première publication conjointe en 1881 (« Action du soufre sur diverses solutions métalliques », Comptes-rendus hebdomadaires de l'Académie des sciences, 1881, 93, 152).
S'ensuit alors une collaboration jusqu'à la mort de Filhol en 1883 alors que Senderens finalise la réécriture d'un ouvrage sur « l'analyse des nouvelles sources minérales de Bagnères de Bigorre ». Senderens, ayant connu les ravages du phylloxéra, aime aussi travailler sur la chimie de la vigne et du vin. Il réalise un nouveau procédé de chauffage des vins, analyse et propose des traitements contre le mildiou et le phylloxéra, etc.
En 1883, l'Institut catholique de Toulouse crée une formation scientifique destinée à des professeurs ayant une licence de sciences. Cette École supérieure des Sciences fut confiée à l'abbé Senderens. Il crée une salle de travaux pratiques de physique et de chimie et un enseignement de chimie. En 1888, à Pâques, il soutient une thèse de doctorat de philosophie à l'université Grégorienne de Rome et l'obtient avec la mention « plenis suffragiis favorabilibus ».
Paul Sabatier le convint de faire un doctorat d’État en chimie et ne pas se contenter de travailler sur la chimie du vin et il soutient son doctorat ès sciences en 1892 sur l'action du soufre sur les oxydes et les sels en présence de l'eau. Il réussit sa soutenance, même si sa seconde thèse sur les actions chimiques de l'électricité est plus difficile. Cependant, il obtient son doctorat avec les félicitations de Paul Sabatier. Prosper Marie Billère le fait chanoine honoraire de son chapitre cathédrale à cette occasion.

## Collaboration avec Paul Sabatier
À la suite de sa thèse avec Sabatier, ils suivent méthodiquement l’action des oxydes d’azote sur les métaux et leurs oxydes. Partant du fait connu de la réduction lente de l’acide azotique [nitrique] par le zinc ou le fer humide, ils montrent que l’oxyde azoteux lui-même, quoique bien plus stable, est réduit dans les mêmes conditions.
Ils examinent d’autres métaux moins oxydables : le cuivre, le nickel, le cobalt et, en soumettant à leur action le peroxyde d’azote, ils découvrent un fait nouveau : un phénomène d’addition, produisant des corps décomposables par l'eau, et auxquels ils donnent le nom de "métaux nitrés" . Il leur apparaisse ainsi peu à peu que le métal agit d’autant plus activement sur les corps oxygénés qu’il est  lui-même sous une forme plus divisée.
Ils constatent également que l’hydrogène enlevé à l’eau se fixe, sous l’influence du métal divisé, sur l’oxyde d’azote pour le réduire. Et enfin, il leur semble que parmi les métaux employés, le nickel jouit d’une activité particulière. Pour réaliser le meilleur état de division du métal, ils prennent l’habitude de le préparer après réduction, à chaud, de son oxyde, dans un courant d’hydrogène.
À la suite de ces travaux, Moissan et Moureu (Comptes-rendus hebdomadaires de l’Académie des sciences, 1896, 122, 1241) constatent que sous l’action des métaux divisés (Ni, Fe, Pt) l’acétylène est détruit avec incandescence et qu’on obtient un mélange de charbon, d’hydrogène et de benzène. Pensant à l’action condensatrice bien connue du noir de platine sur les gaz, ils croient que le fait fondamental est le dégagement de chaleur, d’où résulte une destruction partielle de l’acétylène par pyrogénation et une polymérisation partielle en benzène, comme dans la célèbre expérience de Berthelot.
Avec leur nickel réduit, Sabatier et Senderens font l’année suivante une expérience analogue sur l’éthylène qu’il font passer sur du nickel chauffé à 300 °C. Ils obtiennent le même foisonnement charbonneux que Moissan et Moureu. Mais le gaz dégagé, au lieu d’être de l’hydrogène pur comme ils s’y attendaient, contient une forte proportion d’éthane. La lumière allait jaillir car il paraissait bien que l’hydrogène libre, produit par la pyrogénation, s’était fixé, sous l’influence du nickel divisé, sur l’excès d’éthylène. » (M Palfray, Bull. Soc. Chim. Fr., Mémoire, 1939, 3-29). La catalyse était inventée, il ne restait plus qu’à sonder ses applications. Sabatier et Senderens développent jusqu’en 1907 leur collaboration autour de cette catalyse.

## Le prix Jecker, l'antichambre du prix Nobel de Paul Sabatier
En 1905, ils reçoivent de l’Académie des sciences le prix Jecker (doté de 10 000 francs-or). Voici la présentation du rapport d'Albin Haller (CRHAS 1905, 1087-1088).
Le 18 décembre 1905 : Commissaires : MM Troost, Gautier, Moissan, Lemoine, Berthelot, Schloesing, Carnot, Haller, rapporteur :

« L’étude des effets catalytiques d’un certain nombre de métaux à l’état divisé a été abordée à plusieurs reprises par les auteurs les plus divers. Mais aucun d’eux ne l’a poursuivie avec autant de sagacité et de persévérance que MM Sabatier et Senderens. Aucun d’eux n’a su tirer, des faits observés, une méthode pratique et sûre qui permit de réaliser avec économie soit des synthèses, soit des dédoublements, soit des transformations de fonctions.
En étudiant l’action catalytique spéciale qu’exerce sur les composés volatils, en présence de l’hydrogène, le nickel très divisé par exemple, MM Sabatier et Senderens ont doté la Chimie d’une méthode d’hydrogénation aussi simple qu’élégante, des carbures non saturés, des carbures aromatiques, des cétones, des aldéhydes, des phénols, des composés nitrés, etc. Grâce à cette méthode, ils nous ont même fait entrevoir la possibilité de transformer industriellement l’oxyde de carbone et de l’acide carbonique en un gaz de combustible, le méthane.
En poursuivant leurs recherches avec le cuivre divisé, ils ont, d’autre part, mis à notre portée un procédé tout aussi simple et tout aussi élégant de déshydrogénation qui appliqué aux alcools primaires et secondaires nous permet de retourner aux aldéhydes et aux cétones.
La mise au point de leurs méthodes, leurs vérifications sur les corps les plus variés, l’analyse rigoureuse et la caractérisation des produits obtenus ont nécessité un labeur soutenu et ininterrompu de près de huit ans.
Aussi, en raison des très beaux résultats obtenus, et par suite du caractère de généralité et de la fécondité que présentent les procédés qu’ils ont mis généreusement à la portée des chimistes, la Commission a-t-elle décidé à l’unanimité, d’accorder le prix Jecker à MM Sabatier et Senderens. »

L’académie adopte les conclusions de ce rapport et décerne à Senderens la médaille Berthelot à cette occasion. La situation est cocasse : Marcelin Berthelot, le pape de la libre pensée, couronné au congrès de Rome en 1903 (sans pouvoir y participer) honore l’abbé Senderens d’un prix, et la médaille Berthelot est décernée à Senderens.

## Séparation et rupture avec Sabatier
Le 9 décembre 1905, la loi de séparation des Églises et de l'État est votée, Senderens perd son traitement de professeur prêtre.
En 1907, leur collaboration prend fin, bien que Senderens continue d'employer la catalyse, en utilisant des oxydes et des sels tels que la thorine, l'alumine, le sulfate d'aluminium, etc.
En 1911, se produit un évènement que Senderens peine à supporter. Dans une conférence devant l’Académie de chimie de Berlin où Sabatier est invité le 13 mai 1911, celui-ci indique : « Je vais vous entretenir de la méthode générale d’hydrogénation directe par les métaux divisés, que j’ai instituée depuis une dizaine d’années avec la collaboration de mes élèves, M Senderens d’abord, puis M Mailhe… ». En lisant ce texte dans la revue scientifique, le chanoine Senderens est furieux, il écrit : « M Sabatier a une tendance assez prononcée à se faire le seul auteur de ces méthodes ». Sabatier réagit dans le journal allemand où est initialement paru le texte de sa conférence (Berichte der deutschen chemischen Gesellschaft 1911, 3180) en indiquant « Certains passages de mon exposé concernant la participation de Monsieur Senderens aux méthodes tracées par moi, pourraient recevoir une interprétation qui est totalement opposée au sens voulu par moi. Je tiens à préciser qu‘il était absolument loin de moi de minimiser les mérites de Monsieur Senderens, bien connus, dans la découverte en mon laboratoire des méthodes des hydrogénations et déshydrogénations par catalyse. Ces méthodes, comme cela est communément exprimé par la formulation habituelle « procédé Sabatier-Senderens », sont élaborées par un travail qui nous est commun ». À partir de ce moment, peut-être parce que le bruit court que Paul Sabatier va avoir le prix Nobel, Senderens se lance dans la rédaction de trois volumineux articles de revue sur la catalyse, à l’image de celui que Sabatier a fait à Berlin : un article paru en octobre 1912 (Revue des questions scientifiques) et deux articles de 1912 et 1913 (Annales de physique et de chimie). Dans ces articles, il met en valeur le procédé Sabatier Senderens et la part importante et originale de Senderens.
En novembre 1912, par voie de presse, Paul Sabatier apprend qu’il partage le prix Nobel de chimie avec Victor Grignard. Voici ce qu’écrit Mary Jo Nie, à ce sujet : « Alors que Sabatier attribuait son élection à l’influence des chimistes allemands avec lesquels il avait parlé à Berlin, il devait son prix en fait à Gaston Darboux, secrétaire perpétuel de l’Académie des sciences (qui avait nommé Sabatier et Georges Urbain) et aussi à O. Widman un membre de l’Académie royale des sciences de Suède (qui avait nommé Sabatier et Grignard). Des propositions de Sabatier avaient été faites en 1907 et Clément Georges (membre de l’Académie des sciences) proposa Sabatier et Senderens pour un prix commun. Le prix Nobel de chimie Ernst Büchner fut le seul Allemand à proposer Sabatier en 1911. La récompense de Sabatier a été la seule occasion dans la période 1901-15 pour une protestation à l’académie, selon Mary Jo Nie. En fait, cette opinion est erronée. Senderens avait envoyé un mémoire où il montrait toute l'importance de son travail à divers chimistes en 1911. Par exemple, on retrouve trace de ce mémoire dans la bibliothèque universitaire de l'université René-Descartes à Paris, mémoire identique à ceux conservés dans ses archives. Ce mémoire est daté de 1911, avant le prix Nobel. Ce dossier évoque sa longue collaboration avec Sabatier et note « M. Sabatier parait marquer une tendance assez prononcée à se faire le seul auteur de ces méthodes ». Ainsi Senderens ne conteste pas le prix Nobel, et veut y être associé. Vu ses déclarations à la communauté scientifique, il y a donc un froid entre les deux hommes. « Mais un jour vint où ils se rencontrèrent face à face, à l’Académie croyons nous, Sabatier tendit la main, que Senderens reçut avec son large sourire. ». Sabatier cita six fois le nom de Jean-Baptiste Senderens dans son discours à l’Académie royale des sciences de Stockholm lors de la réception du prix Nobel qu’il partagea avec Victor Grignard, le 10 décembre 1912.

## Suite de la carrière scientifique
En 1913, Senderens est approché par les établissements Poulenc frères, et une réelle amitié entre les membres de cette famille et le chanoine bigourdan se créé. Senderens travaille à « Vitry sur Seine et on lui installa un laboratoire personnel où il continua ses recherches de catalyse en les étendant à l’hydrogénation sous pression des sucres et des polyphénols ainsi qu’à la synthèse des cétones les plus diverses » (CRHAS 1937, 633-635). Pendant la Première Guerre mondiale, comme tous les chimistes français, il travaille sur les efforts de guerre chimique. Mais il se fait discret sur le sujet, considérant que les scientifiques ne doivent utiliser leurs compétences pour tuer.
Le 18 mars 1920, il est fait membre d'honneur de la société royale de chimie de Londres. Il mène ces travaux avec un ami fidèle, Jean Aboulenc, pendant 23 ans. Il marie, le 21 janvier 1930, Pierre Poulenc et Eliane Ferrand. Cette amitié se continue jusqu’à la fin de sa vie, puisque du fait de l’âge, il se retire à Barbachen où les Poulenc lui font construire dans sa petite maison-ferme un laboratoire de chimie afin qu’il y continue ses recherches « avec une soutane qui avait viré au vert ! » comme le mentionne un journaliste de La Petite Gironde venu le visiter. Il écrit 170 publications et est reçu, « sur la proposition [presque] unanime de la section chimie », membre correspondant de l’Académie des sciences en 1922, il s’y produit régulièrement avec sa « silhouette un peu campagnarde qui se détachait sur le tableau noir avec de grands gestes ». Il est un des premiers directeurs de recherche de la Caisse nationale des sciences. Il est aussi l’ami de Charles Moureu, Joseph Achille Le Bel et Georges Urbain. Ce dernier, en le visitant à Barbachen dans sa maison qu’il appelle sa Chartreuse, indique « J’ai conservé un souvenir lumineux de mon séjour chez lui et je l’ai quitté en pensant que nul n’avait su mieux organiser sa vie conformément à ses croyances et à ses goûts, vie calme et transparente où il n’y avait d’autres soucis que de bien faire et de faire du bien » (Palfray). En 1923, il est fait Chevalier de la légion d’honneur. Il fonde des bourses d’étude pour de futurs prêtres. Le dernier à en avoir bénéficié est le Père René Point; ils se portent l’un l’autre une affection filiale et paternelle. En 1927, il n'est plus en accord avec l’Institut Catholique de Toulouse, d’où il démissionne sans que sa démission fût acceptée.

## Son activité d'apologétique
Congréganiste, il souffre de l’interdiction d’enseignement des congrégations et leur expulsion ainsi que la loi de séparation des Églises et de l'État en 1905. Prêtre catholique, il a maille à partir avec la libre-pensée, ses modestes archives gardent des sermons enflammés et douloureux sur ces moments de son époque. C’était aussi le temps du darwinisme et de la remise en cause du texte de la création dans la Genèse. Homme de son temps, il est concordiste, cherchant toujours un parallèle entre récit biblique et science. Après avoir eu des positions dures sur le transformisme de Lamarck et les théories de l’évolution de Darwin, il s’assagit et trouve des voies médianes. Il remanie l’apologie scientifique de la foi chrétienne de Mgr Duilhé de Saint Projet et il écrit, sous « d’amicales contraintes » en 1928 et 1934 « Création et Évolution ». Dans ces deux ouvrages, il aime à citer les grands savants chrétiens, de Pascal à Pasteur, et à démontrer que les tenants de la lutte antichrétienne du courant de pensée d’Auguste Comte ne sont pas fondés dans leur critique exacerbée de la religion. Ainsi les ouvrages sont construits de la manière suivante : quelles sont les difficultés soulevées par les libres-penseurs, quelles sont les données de la foi (du catéchisme) et les vrais données de la science qui ne contredisent pas les données de la foi. L’apologie scientifique de la foi chrétienne remaniée par Senderens connait un réel succès (comme d’ailleurs les éditions entièrement dues à Duilhé de Saint Projet) puisqu’elle son ouvrage a droit à trois rééditions en 1903, 1908 et 1921.
Sa réaction au sujet du prix Nobel s’inscrit dans la droite ligne de ses écrits apologétiques. En effet, elle n’est pas celle du chimiste qui voue de l’amitié au pieux Sabatier, mais plutôt celle de l’apologiste qui voulait tant montrer dans ses écrits que la foi n’exclut pas l’approche rationnelle des sciences. Sa réaction est celle du directeur de l’École supérieure des sciences de l’institut catholique de Toulouse, qui voulait que soit aussi reconnue la qualité de la recherche scientifique catholique qu’il a menée avec Paul Sabatier.

## Sources
- M.A. Duilhé de Saint Projet et Senderens, Apologie Scientifique de la foi Chrétienne, 1921, Privat.
- J.B. Senderens, Création et Evolution, 1928, Bloud et Gay.
- L. Palfray, Bull. Soc. Chim. Fr., Mémoires, 1939, 3-29.
- Mary Jo Nye, Science in the Provinces: Scientific Communities and Provincial Leadership in France, 1860-1930, University of California Press, 1986.
- F. Couderc, L'abbé Jean Baptiste Senderens, chimiste, collaborateur de Paul Sabatier, fondateur de l'école supérieure des sciences de l'Institut Catholique de Toulouse, Bulletin de littérature ecclésiastique, CX (2), avril-juin 2009, 133-178.
- F. Couderc et V. Ong‐Meang, Paul Sabatier et l’abbé Jean Baptiste Senderens, témoins lointains d’une « laïcité positive » (Paul Sabatier and Father Jean Baptiste Senderens, distant witnesses of a French positive secularism), C. R. Chimie, 14 (2011) 516–523.